# 池子遺跡群資料館
池子遺跡群資料館（いけごいせきぐんしりょうかん）は、神奈川県逗子市池子の「池子の森自然公園」内に開設された、池子遺跡群に関する歴史資料館である。入場無料。

## 概要
池子遺跡群は、現在池子住宅地区及び海軍補助施設になっている池子川の谷に広く分布する複合遺跡で、同米軍住宅地建設事業に先立ち1989年（平成元年）から1994年（平成6年）まで発掘調査が行われ、弥生時代の木製品を筆頭に古墳時代から近代にかけての膨大な量の遺構・遺物が出土した。
当資料館は、発掘調査終了後の1999年（平成11年）に出土遺物や資料が神奈川県から逗子市に移管されたのち、同年9月に日米友好親善を目的としてスポーツ施設管理棟内に開設された。2015年（平成27年）2月1日以降は、池子の森自然公園に付属する施設と位置付けられている。
旧スポーツ施設管理棟を改修した資料館建物は、地上3階建て鉄筋コンクリート造りで、展示施設は3階奥の1室である。神奈川県指定重要文化財に指定された弥生時代の木製品を中心に、縄文時代・古墳時代・古代（奈良時代・平安時代）・中世（鎌倉時代・室町時代）・近世（江戸時代）・近代（明治時代）までの遺物が展示されている。
また、遺跡群背後の丘陵が50万年前より以前は深海底であったことを示す、丘陵を造成した際に発見されたシロウリガイの標本も展示されている。
2階部分は遺物収蔵庫となっており、池子遺跡群から出土した遺物が保管されている。なお、丘陵に造られた旧日本海軍のトンネル状の旧弾薬庫も遺物収蔵庫として利用されている。